# Similipecten
Similipecten is een geslacht van tweekleppigen uit de  familie van de Propeamussiidae.

## Soorten
- Similipecten eous (Melvill in Melvill & Standen, 1907)
- Similipecten greenlandicus (G. B. Sowerby II, 1842)
- Similipecten herosae Dijkstra & Maestrati, 2008
- Similipecten nanus (Verrill & Bush [in Verrill], 1897)
- Similipecten oskarssoni Dijkstra, Warén & Gudmundsson, 2009
- Similipecten redferni Dijkstra, 2002
- Similipecten similis (Laskey, 1811)